# Too Much Blood
 (octobre 2022).
La mise en forme du texte ne suit pas les recommandations de Wikipédia : il faut le « wikifier ».
Les points d'amélioration suivants sont les cas les plus fréquents :
- Les titres sont pré-formatés par le logiciel. Ils ne sont ni en capitales, ni en gras.
- Le texte ne doit pas être écrit en capitales (les noms de famille non plus), ni en gras, ni en italique, ni en « petit »…
- Le gras n'est utilisé que pour surligner le titre de l'article dans l'introduction, une seule fois.
- L'italique est rarement utilisé : mots en langue étrangère, titres d'œuvres, noms de bateaux, etc.
- Les citations ne sont pas en italique mais en corps de texte normal. Elles sont entourées par des guillemets français : « et ».
- Les listes à puces sont à éviter, des paragraphes rédigés étant largement préférés. Les tableaux sont à réserver à la présentation de données structurées (résultats, etc.).
- Les appels de note de bas de page (petits chiffres en exposant, introduits par l'outil «  Source ») sont à placer entre la fin de phrase et le point final[comme ça].
- Les liens internes (vers d'autres articles de Wikipédia) sont à choisir avec parcimonie. Créez des liens vers des articles approfondissant le sujet. Les termes génériques sans rapport avec le sujet sont à éviter, ainsi que les répétitions de liens vers un même terme.
- Les liens externes sont à placer uniquement dans une section « Liens externes », à la fin de l'article. Ces liens sont à choisir avec parcimonie suivant les règles définies. Si un lien sert de source à l'article, son insertion dans le texte est à faire par les notes de bas de page.
- La présentation des références doit suivre les conventions bibliographiques. Il est recommandé d'utiliser les modèles {{Ouvrage}}, {{Chapitre}}, {{Article}}, {{Lien web}} et/ou {{Bibliographie}}. Le mode d'édition visuel peut mettre en forme automatiquement les références.
- Insérer une infobox (cadre d'informations à droite) n'est pas obligatoire pour parachever la mise en page.

Pour une aide détaillée, merci de consulter Aide:Wikification.
Si vous pensez que ces points ont été résolus, vous pouvez retirer ce bandeau et améliorer la mise en forme d'un autre article.
Singles de The Rolling Stones
She Was Hot
(1984) Harlem Shuffle
(1986)
Too Much Blood est une chanson du groupe de rock britannique The Rolling Stones parue en 1983 sur l'album Undercover.

## Historique et description
Bien que créditée Jagger/Richards, Too Much Blood est en grande partie écrite par Mick Jagger. La chanson reflète les nombreuses influences des débuts des années 1980 que le groupe a reçu.
Mick Jagger a déclaré au moment de sa sortie: "Un soir, j'avais besoin de dire honnêtement mes pensées qui m'embêtaient avant que tout le monde n'arrive. Il y avait Charlie [Watts] et Bill [Wyman], ainsi que l'un de nos accompagnateurs appelé Jim Barber qui jouait de la guitare. Et j'ai commencé à jouer le motif de la chanson que j'avais en tête à la guitare. Je n'avais pas encore de texte dessus et puis soudainement j'ai commencé à faire du rap dessus en disant les mots qui se retrouvent dans la version finale." Le chanteur demande à Jim Barber de jouer la guitare comme Andy Summers (le guitariste de Police) sur la chanson.
L'enregistrement se déroule d'abord aux studios Pathé-Marconi près de Paris entre octobre et décembre, puis est finalisé à New York au Hit Factory. Mick Jagger est au chant et partage ses parties de guitare électrique avec Jim Barber et Ronnie Wood. En plus de Bill Wyman à la basse et Charlie Watts à la batterie fidèles à leur poste, le groupe CHOPS se joint pour les cuivres, tandis que le batteur jamaïcain Sly Dunbar apporte des percussions supplémentaires. Le guitariste Keith Richards n'est aucunement impliqué dans la réalisation de la chanson.

## Analyse des paroles

Le film Massacre à la tronçonneuse est évoqué dans la chanson.

La chanson elle-même traite des représentations croissantes de la violence dans les médias à l'époque et du cas d'Issei Sagawa:

« Avez-vous déjà vu Massacre à la tronçonneuse ?
Horrible, n'est-ce pas.
Vous savez, les gens me demandent "est-ce vraiment vrai où vous vivez au Texas, est-ce vraiment vrai ce qu'ils font là-bas, les gens?"
Je dis, "ouais, à chaque fois que je traverse le carrefour, j'ai peur qu'il y ait un type qui court avec une putain de tronçonneuse.
Oh ! Oh !
Oh non, il va découper
Oh non
Ne me scie pas la jambe , ne me scie pas le bras. »

Certains mots ont été improvisés dans le rap de Mick Jagger. Celui-ci dit en interview à l'époque : "Je ne suis pas un grand rappeur ... C'est juste inventé sur le moment. C'est complètement improvisé, aussi, la plupart du temps. J'ai juste changé quelques mots. [...] J'ai déjà fait mieux par le passé. C'était juste un rap sur qui venait de mes pensées. Je ne l'ai même pas écrit."

## Parution et réception
Une version dansante de Too Much Blood, remixée par Arthur Baker, est sortie en single 12 pouces en décembre 1984. Cash Box a déclaré que "le plein de percussions lourdes et un groove presque tribal marque ce mix d'Arthur Baker, mais même son sac à malices ne peut pas transformer ce morceau fondamentalement sans âme en chanson festive."
La chanson n'a jamais été jouée en concert par le groupe et n'apparait pas sur les compilations.

## Clip musical
Un clip vidéo est réalisé par Julien Temple pour accompagner la sortie du single. La vidéo met en scène le groupe qui joue la chanson, ainsi que les guitaristes Keith Richards et Ronnie Wood poursuivant Mick Jagger avec des tronçonneuses. Le trio apparait également sans tronçonneuse, mais reste dans l'esprit du clip, sur la pochette du single. Le clip s'ouvre sur un extrait du premier mouvement du Quatuor à cordes numéro 3 de Béla Bartók.

## Personnel
- Mick Jagger : chant, guitare électrique
- Ronnie Wood : guitare électrique
- Bill Wyman : basse
- Charlie Watts : batteur
- Jim Barber : guitare électrique
- CHOPS : cuivres
- Sly Dunbar : percussion